# Biglen
Biglen (gsw. Bigle) – gmina (niem. Einwohnergemeinde) w Szwajcarii, w kantonie Berno, w regionie administracyjnym Bern-Mittelland, w okręgu Bern-Mittelland.
Gmina po raz pierwszy została wspomniana w dokumentach w 894 roku jako Pigiluna. W 1236 roku została wspomniana jako Biglun.

## Demografia
W Biglen mieszka 1 847 osób. W 2020 roku 8,1% populacji gminy stanowiły osoby urodzone poza Szwajcarią.
W 2000 roku 94,9% populacji mówiło w języku niemieckim, 1,5% populacji w języku włoskim, a 1,3% populacji zadeklarowało znajomość języka albańskiego

Zmiany w liczbie ludności są przedstawione na poniższym wykresie:

## Transport
Przez teren gminy przebiega droga główna nr 229.